# Fleetwood Mac (musikalbum, 1968)
Fleetwood Mac är musikgruppen Fleetwood Macs debutalbum. Det lanserades i februari 1968 på det bluesbaserade skivbolaget Blue Horizon. Skivan domineras helt och hållet av typiskt brittisk bluesrock och den innehåller både covers på låtar av bluesartister som Howlin' Wolf, Elmore James och Robert Johnson, men även egna gruppkompositioner av Peter Green och Jeremy Spencer. Skivan blev en stor succé i hemlandet Storbritannien, trots att den inte innehöll någon hitsingel nådde den #4 på brittiska albumlistan. 1975 gav den nya upplagan av Fleetwood Mac ut ett till självbetitlat album i helt annan stil än detta, vilket lett till förväxlingar, och det här albumet har i återutgivningar kallats Peter Green's Fleetwood Mac för att undvika förvirring.

## Låtlista
(kompositör inom parentes)
1. "My Heart Beat Like a Hammer" (Jeremy Spencer) – 3:31
2. "Merry-Go-Round" (Peter Green) – 4:19
3. "Long Grey Mare" (Green) – 2:12
4. "Hellhound on My Trail" (Robert Johnson) – 2:04
5. "Shake Your Moneymaker" (Elmore James) – 3:11
6. "Looking for Somebody" (Green) - 2:49
7. "No Place to Go" (Howlin' Wolf) - 3:20
8. "My Baby's Good to Me" (Spencer) – 2:49
9. "I Loved Another Woman" (Green) – 2:54
10. "Cold Black Night" (Spencer) – 3:15
11. "The World Keep On Turning" (Green) – 2:27
12. "Got to Move" (E. James, Sehorn) – 3:18